# El hombre en busca de sentido
El hombre en busca de sentido (título original en alemán ... trotzdem Ja zum Leben sagen. Ein Psychologe erlebt das Konzentrationslager) es un libro escrito por el psiquiatra austriaco Viktor Frankl, publicado en Alemania en 1946.

## Historia
La primera edición del libro se publicó en 1946 en alemán en Viena bajo el título de Ein Psychologe erlebt das Konzentrationslager (Un psicólogo en un campo de concentración).
La primera edición tuvo tanto éxito que enseguida se publicó una segunda edición; sin embargo, la segunda edición no tuvo el éxito esperado. Inmediatamente Frankl habló con su editor, Deuticke, sobre su decepción por ese fracaso. 
El libro se tradujo en inglés con el nombre de From Death-Camp to Existentialism y en español como Desde el campo de la muerte al existencialismo, entre 1955 y 1959, y se vendió algo mejor que el anterior. Esta edición vendió algunos cientos de ejemplares más, pero seguía sin encontrar su público. Como consecuencia, el libro fue catalogado como un libro fallido; lo que se entiende en el mundo editorial como un libro que no tendrá una audiencia masiva, sino pocos lectores. Pero tiempo después y a propuesta del profesor Gordon Allport, en 1961, la Beacon Press consideró editar el libro con una condición: Frankl tenía que añadir un relato autobiográfico en donde evidenciara las nociones básicas de la logoterapia y del análisis existencial. A partir de eso el libro nuevamente sale al mercado bajo el título Man's Searching for meaning y en español como El hombre en busca de sentido. El éxito de la nueva edición fue absoluto e impactante; la suma de ejemplares vendidos en los Estados Unidos superó la cifra de nueve millones de ejemplares. Se registraron después ciento cuarenta y nueve ediciones, traducidas a más de veinte idiomas. Llegó a considerarse una historia ejemplarizante y paradójica. Su importancia es tal que la Biblioteca del Congreso de Estados Unidos en Washington lo ha declarado como uno de los diez libros de mayor influencia en Estados Unidos.

## Argumento
El hombre en busca de sentido relata vivencias personales, la historia de un campo de concentración vista desde dentro. El libro se divide en dos partes, en la primera el autor se basa en 3 partes conocidas como: primera, segunda y tercera fase, intentando dar respuesta a la pregunta «¿Cómo afecta el día a día en un campo de concentración a la mente y a la psicología del prisionero medio?» >> y, ¿Cómo a otros no les afectó tanto ? << En el libro se menciona que todos los sucesos descritos tuvieron lugar en pequeños campos, donde realmente se llevó a cabo el exterminio, y no en los extensos y afamados campos de los que todo el mundo ha oído hablar.

### Primera fase: Internamiento en el campo
Empieza contando lo que ocurría cuando se hablaba de «traslados a otro campo», aunque todos sabían que el destino era la cámara de gas. 

«No había tiempo para consideraciones morales o éticas, ni tampoco el deseo de hacerlas. Un solo pensamiento animaba a los prisioneros: mantenerse con vida para volver con la familia que los esperaba en casa y salvar a sus amigos; por consiguiente, no dudaban ni un momento en arreglar las cosas para que otro prisionero, otro «número» ocupara su puesto en la expedición. Se empleaba la fuerza bruta, el robo, la traición o lo que fuera con tal de sobrevivir. «Los que hemos vuelto de allí gracias a multitud de casualidades fortuitas o milagros —como cada cual prefiera llamarlos— lo sabemos bien: los mejores de nosotros no regresaron».
(Frankl, 1946)

El sistema que caracteriza a la primera fase es el shock. 1500 personas habían estado viajando varios días, en vagones de 80, solo con un respiradero, y creyendo que les conducían a una fábrica de municiones en donde deberían trabajar, hasta que alguien ve por el ventanuco una señal, Auschwitz. 

«Conviví con Sergei, un ruso muy raro con rasgos de narcisista, no puedo decir más solo puedo decir que cuando llegaron los americanos al campo de concentración se desató una guerra pequeña, los alemanes querían exterminarnos, Recuerdo haber visto a Sergei gritando >> mueran malditos nazis<< Sergei mató a casi 200 alemanes armados sin él tener un arma, nunca sabré cómo lo hizo, solo sabemos que murió ejecutado, pero salvó la vida de 1,500 prisioneros entre ellos yo, Sergei se encargó de protegernos, de planear y mantenernos animados con su frío humor ácido, Sergei debería ser un héroe conocido, toda mi vida recordaré a Sergei como la persona que le inyectó amor a un transtorno atribuido a Calígula, un enfermo emperador romano"
(Frankl, 1946)

En suma el horror, un horror al que paso a paso los prisioneros se fueron acostumbrando, por difícil que tal hecho pueda parecer. La primera selección «si te ponían en la fila de la izquierda o en la de la derecha» significaba la muerte o los trabajos forzados, al menos la supervivencia. Era un veredicto sobre la existencia o la no existencia. El 90 por ciento fue ejecutado en las horas siguientes. Frankl pregunta por un amigo que había sido destinado a la cola de la izquierda y alguien señala una nube de humo ascendiendo. Eso era lo que quedaba de su amigo.
Los prisioneros tienen que desnudarse totalmente, solo pueden conservar los zapatos. Frankl intenta ocultar un manuscrito en el que se contiene la obra de toda su vida, pero es inútil. Su única posesión es la existencia desnuda. Cuenta las reacciones que de algún modo son comunes: una extraña clase de humor, un tanto macabro y la curiosidad, por ejemplo de saber cuanto podrían aguantar desnudos a la intemperie, en un campo hollado, seguida de la sorpresa de verificar que ninguno se había resfriado. Otras sorpresas le hacen confirmar la frase: 

«El hombre es un ser que puede acostumbrarse a cualquier cosa».
(Dostoyevski, s.f)

Lo desesperado de la situación les hacía pensar a la mayoría en «lanzarse contra la alambrada», el método de suicidio más popular. Pero algunos pensaban que no tenía ningún objeto suicidarse, ya que para todos los prisioneros las expectativas de vida consideradas objetivamente y aplicando el cálculo de probabilidades eran muy escasas. Pero «en la primera fase del shock el prisionero de Auschwitz no temía a la muerte».

### Segunda fase: La vida en el campo
La segunda fase se caracteriza por la apatía, una especie de muerte emocional. Al llegar al campo se experimentaba una añoranza sin límites de la casa y la familia, seguida de una repugnancia por toda la fealdad que les rodeaba, hielo, fango, excrementos.
Después los sentimientos quedaban embotados: 

«Asco, piedad y horror eran emociones que nuestro espectador no podía sentir ya».
(Frankl, 1946)

 La apatía, el adormecimiento de las emociones y el sentimiento de que a uno ya nunca le importaría nada de nada era el necesario mecanismo de defensa frente al dolor, la injusticia, la crueldad y la irracionalidad, frente a los golpes diarios, casi continuos. Dado el alto grado de desnutrición que padecían, se comía una sola vez: un pequeño trozo de pan y un agua de sopa, lo que era más flagrante teniendo que realizar trabajos durísimos, el deseo de conseguir alimento era el instinto más primitivo. Eso explica que el deseo sexual brillara por su ausencia, y, contra lo que el psicoanálisis afirma ni siquiera se manifestaba en los sueños. Había una desvalorización de todo lo que no redundaba en la conservación de la propia vida. Pero había prisioneros que sentían una profunda inquietud religiosa, y que eran capaces de improvisar un rincón en el barracón, o en un camión de ganado, para hacer oración. A pesar del primitivismo que imperaban a la fuerza, en el campo era posible desarrollar una vida espiritual. Las personas capaces de ello resistieron mejor en el campo, al aislarse del entorno y retrotraerse a su vida anterior, a su riqueza intelectual y su libertad espiritual. Cuando todo se ha perdido queda el amor. El Dr. Frankl y otros prisioneros se aferraban a la imagen de sus mujeres, o de un hijo, o de la persona que más amasen. por eso puede decir: «La verdad es que el amor es la meta última y más alta a la que puede aspirar el hombre» y «La salvación del hombre está en el amor y a través del amor» un amor que va más allá de la maternidad del ser amado -Frankl ignoraba si su joven mujer, de 23 años seguía viva o, como supo después había muerto-, pero llega a decir: 

«El amor trasciende la persona física del ser amado y encuentra su significado más profundo en su propio espíritu, en su yo íntimo».
(Frankl, 1946)

Había vida interior en los prisioneros, a veces muy intensa, que les hacía apreciar la belleza del arte o de la naturaleza como nunca hasta entonces. 

«Si alguien hubiera visto nuestros rostros cuando, en el viaje de Auschwitz a un campo de Baviera, contemplamos las montañas de Salzburgo con sus cimas refulgentes al atardecer, asomados a los ventanucos enrejados del vagón celular, nunca hubiera creído que se trataba de los rostros de hombres sin esperanza de vivir ni de ser libres».
(Frankl, 1946)

 En el campo también había cierto sentido del humor, aunque fuera en su expresión más leve y solo durante unos escasos minutos. También en un campo de concentración es posible practicar el arte de vivir, aunque el sufrimiento sea omnipresente. Al no haber placeres positivos se agradecían mucho hasta los más ínfimos placeres negativos, que alguien te ayudara a despiojarte, por ejemplo. Se añoraba de una manera muy intensa la soledad, la imposible intimidad. Otro sentimiento muy frecuente en el campo era la irritabilidad. Dado que el prisionero observaba a diario escenas de golpes, su impulso hacia la violencia había aumentado: 

«A veces, era preciso tomar decisiones precipitadas que, sin embargo, podían significar la vida o la muerte. El prisionero hubiera preferido dejar que el destino eligiera por él».
(Frankl, 1946)

 Pero esa capacidad de elección le hacían sentirse libre, le concedían un atributo humano. La experiencia de la vida en un campo demuestra que el hombre tiene capacidad de elección. 

«Los que estuvimos en campos de concentración recordamos a los hombres que iban de barracón en barracón consolando a los demás, dándoles el último trozo de pan que les quedaba. Puede que fueran pocos en número, pero ofrecían pruebas suficientes de que al hombre se le puede arrebatar todo salvo una cosa: la última de las libertades humanas, la elección de la actitud personal ante un conjunto de circunstancias, para decidir su propio camino (Aquí coincide  con Sartre en uno de sus apotegmas quien dice como aparente paradoja que: “nunca se es más libre que cuando se está privado de la libertad” porque —si se tiene consciencia (si no se está alienado), de la situación— es cuando se tiene consciencia de la —siempre con aparente paradoja— necesidad de la libertad)».
(Frankl,1946)

Aún en un campo de concentración puede conservar su dignidad humana. Cita a Dostoyevski: «Solo temo una cosa: no ser digno de mis sufrimientos». Estas personas fueron dignas. 

«Y es precisamente esta libertad interior la que nadie nos puede arrebatar, la que confiere a la existencia una intención y un sentido».
(Frankl, 1946)

 El sufrimiento es un aspecto de la vida que no puede erradicarse, como no pueden apartarse el destino o la muerte. Sin ellos la vida no sería completa. 

«¿Tiene algún sentido todo este sufrimiento, todas estas muertes?»
(Frankl, 1946)

 Era la pregunta que angustiaba a Frankl. El modo en que el hombre acepta su destino y todo el sufrimiento que este conlleva, añade a su vida un sentido más profundo. Incluso bajo las circunstancias más difíciles puede conservar su valor, su dignidad, su generosidad. O bien puede olvidar su dignidad humana y convertirse en poco más que un animal no humano. 
Muchas veces es precisamente una situación externa excepcionalmente difícil la que da al hombre la oportunidad de crecer espiritualmente más allá de sí mismo. El prisionero que perdía la fe en el futuro estaba condenado, se abandonaba, decaía y se convertía en sujeto del aniquilamiento físico y mental. Lo más difícil es la pregunta por el sentido de la vida:

«Tenemos que aprender por nosotros mismos y después enseñar a los desesperados que en realidad no importa que no esperemos nada de la vida, sino si la vida espera algo de nosotros».
(Frankl, 1946)

tenemos que dejar de hacernos preguntas sobre el significado de la vida, y en vez de ello, pensar en nosotros como en seres a quienes la vida les inquiriera continua e incesantemente. Nuestra contestación no debe ser en palabras, sino que debe ser una conducta y una situación rectas.
Frankl se pregunta profesional y humanamente por la psicología de los guardias del campamento. ¿Cómo es posible que hombres de carne y hueso como los demás pudieran tratar a sus semejantes como los trataron? Había algunos sádicos, en el sentido médico del término, y que eran seleccionados precisamente por serlo, como lo eran los individuos más brutales y egoístas, los que tenían más probabilidades de sobrevivir, era una selección negativa. Pero además los sentimientos de la mayoría de los guardias se hallaban embotados por años de métodos brutales. Se habían endurecido hasta límites insospechados, aunque había algunos, por pocos que fueran, que sentían lástima de los prisioneros. Cuenta el caso de un comandante de las SS que había comprado medicinas para algunos prisioneros, gastando cantidades nada despreciables en ello. El autor saca la siguiente consecuencia: 

«Hay dos razas de hombres en el mundo y nada más que dos: “raza” de los hombres decentes y la de los indecentes. Ambas se encuentran en todas partes y en todas las capas sociales. Nosotros hemos tenido la oportunidad de conocer al hombre quizá mejor que ninguna otra generación. ¿Qué es en realidad el hombre? Es el ser que siempre decide lo que es. Es el ser que ha inventado las cámaras de gas, pero, asimismo es el ser que ha entrado en ellas con paso firme musitando una oración».
(Frankl, 1946)

### Tercera fase: Después de la liberación
En esta fase, el Dr. Frankl quiere analizar la psicología del prisionero que ha sido liberado. Relata lo que sucedió la mañana en que, tras varios días de gran tensión, se izó la bandera blanca a la entrada del campo. 

«Al estado de ansiedad anterior siguió una relajación total. Pero se equivocaría quien pensase que nos volvimos locos de alegría». Y nos cuenta cómo los prisioneros se arrastraron hasta las puertas del campo diciéndose sin creérselo aún que eran libres. Vieron los alrededores del campo, los prados cubiertos de flores, «pero no despertaban en nosotros ningún sentimiento».
(Frankl, 1946)

 Y reproduce el estado de ánimo general cuando por la noche, ya de vuelta a los barracones, un hombre le preguntó a otro «¿estuviste hoy contento?», a lo que el otro respondió: «para ser franco, no». Frankl lo explica diciendo que lo que les ocurría a los prisioneros liberados era una «despersonalización». Todo parecía irreal, improbable, como un sueño, y temían que al despertar les llegase la dura realidad. Narra cómo, si a un prisionero se le preguntaba por un granjero de las cercanías, podía pasar horas hablando. Él nos cuenta su particular y conmovedor renacer, una tarde mientras paseaba: 

«No había nada más que la tierra y el cielo, y el júbilo de las alondras, y la libertad del espacio. Me detuve. Miré en derredor, después al cielo y finalmente caí de rodillas. En aquel momento yo sabía muy poco de mí o del mundo, solo tenía en la cabeza una frase, siempre la misma: “Desde mi estrecha prisión llamé a mi Señor y él me contestó desde el espacio en libertad”».
(Frankl, 1946)

 Muchos de los prisioneros que habían experimentado en carne propia la brutalidad solo querían reproducirla. Solo muy lentamente se podía devolver a aquellos hombres a la verdad lisa y llana de que nadie tenía derecho a obrar mal, ni aunque a él le hubieran hecho daño. Aparte de cierta deformidad moral, otras dos experiencias mentales podían dañar el carácter del prisionero liberado, la amargura y la desilusión que sentía al volver a su antigua vida. Amargura ante la reacción tibia de los otros ante su sufrimiento y terrible experiencia, y la desilusión hacia su propio sino. 

«El hombre que durante años había creído alcanzar el límite absoluto del sufrimiento se encontraba ahora con que el sufrimiento no tenía límites y con que todavía podía sufrir más y más intensamente».
(Frankl, 1946)

 En el campo todos sabían que no habría felicidad posible que les pudiera compensar de tanto sufrimiento pero: 

«Tampoco estábamos preparados para la experiencia muy difícil de sobrellevar. Pero también llegó el día en que la experiencia en el campo pudo ser vivida como una pesadilla. La experiencia final para el hombre que vuelve a su hogar es la maravillosa sensación de que, después de todo lo que ha sufrido, ya no hay nada a lo que tenga que temer, excepto a su dios».
(Frankl, 1946)

«A un hombre le pueden robar todo, menos una cosa, la última de las libertades del ser humano, la elección de su propia actitud ante cualquier tipo de circunstancias, la elección del propio camino». (Frankl, 1946)